# Oglasa retracta
Oglasa retracta är en fjärilsart som beskrevs av George Francis Hampson 1907. Oglasa retracta ingår i släktet Oglasa och familjen nattflyn. Inga underarter finns listade i Catalogue of Life.